# Rombly
Rombly ist eine französische Gemeinde mit 50 Einwohnern (Stand: 1. Januar 2022) im Département Pas-de-Calais in der Region Hauts-de-France. Sie gehört zum Arrondissement Béthune und zum Kanton Aire-sur-la-Lys (bis 2015: Kanton Norrent-Fontes). 

## Geographie
Rombly liegt etwa 19 Kilometer westnordwestlich von Béthune. Umgeben wird Rombly von den Nachbargemeinden Quernes im Norden und Nordwesten, Mazinghem im Norden und Osten, Norrent-Fontes im Süden und Osten sowie Linghem im Westen und Südwesten.

## Bevölkerungsentwicklung
| Jahr                      | 1962 | 1968 | 1975 | 1982 | 1990 | 1999 | 2006 | 2013 |
| Einwohner                 | 69   | 51   | 46   | 56   | 49   | 42   | 33   | 54   |
| Quelle: Cassini und INSEE |      |      |      |      |      |      |      |      |

## Sehenswürdigkeiten

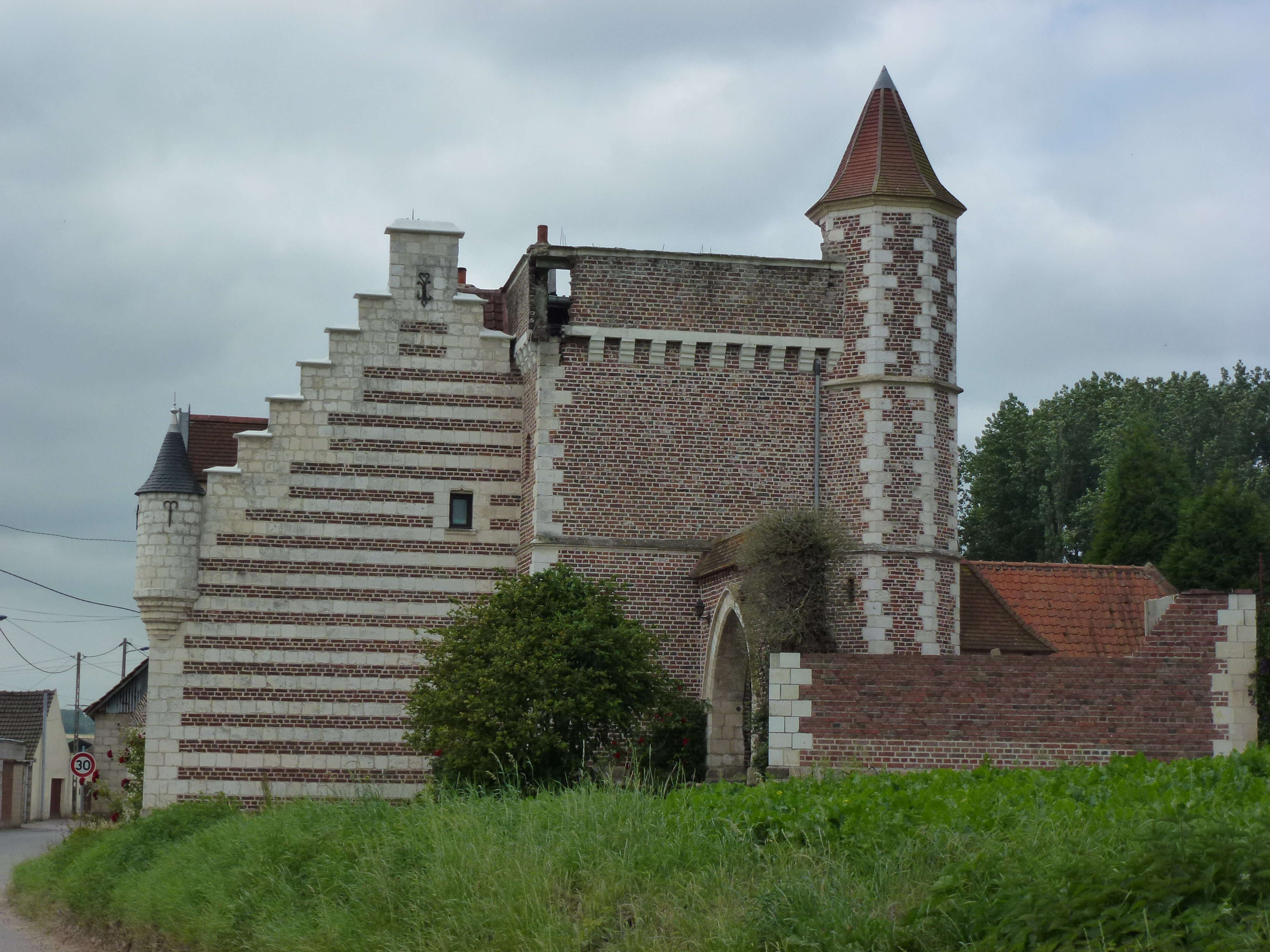
Herrenhaus

- Kirche Saint-Omer
- Herrenhaus
- Reste des Donjons